# North Key Largo
North Key Largo ist ein census-designated place (CDP) im Monroe County im US-Bundesstaat Florida. Das U.S. Census Bureau hat bei der Volkszählung 2020 eine Einwohnerzahl von 1.431 ermittelt.

## Geographie
Der CDP North Key Largo ist zugleich die nordöstlichste Insel, die den Florida Keys angehört, und grenzt im Südwesten an Key Largo.

## Demographische Daten
Laut der Volkszählung 2010 verteilten sich die damaligen 1244 Einwohner auf 1657 Haushalte, davon sind die meisten als Zweitwohnsitz genutzte Ferienwohnungen. Die Bevölkerungsdichte lag bei 25,6 Einw./km². 95,9 % der Bevölkerung bezeichneten sich als Weiße, 2,1 % als Afroamerikaner und 1,2 % als Asian Americans. 0,6 % gaben die Angehörigkeit zu einer anderen Ethnie und 0,2 % zu mehreren Ethnien an. 5,5 % der Bevölkerung bestand aus Hispanics oder Latinos.
Im Jahr 2010 lebten in 6,1 % aller Haushalte Kinder unter 18 Jahren sowie 72,2 % aller Haushalte Personen mit mindestens 65 Jahren. 68,0 % der Haushalte waren Familienhaushalte (bestehend aus verheirateten Paaren mit oder ohne Nachkommen bzw. einem Elternteil mit Nachkomme). Die durchschnittliche Größe eines Haushalts lag bei 1,88 Personen und die durchschnittliche Familiengröße bei 2,18 Personen.
5,3 % der Bevölkerung waren jünger als 20 Jahre, 17,9 % waren 20 bis 39 Jahre alt, 17,7 % waren 40 bis 59 Jahre alt und 59,0 % waren mindestens 60 Jahre alt. Das mittlere Alter betrug 65 Jahre. 47,3 % der Bevölkerung waren männlich und 52,7 % weiblich.
Das durchschnittliche Jahreseinkommen lag bei 127.639 $, dabei lebten 12,3 % der Bevölkerung unter der Armutsgrenze.
Im Jahr 2000 war Englisch die Muttersprache von 100 % der Bevölkerung.

## Verkehr
Zum einen besteht Anschluss auf das Festland über die Card Sound Bridge (County Road 905A). An der Grenze zu Key Largo trifft die County Road 905 auf den Overseas Highway (U.S. 1/SR 5), über den man Key West (165 km entfernt) und Miami (über die Jewfish Creek Bridge, 80 km entfernt) erreicht.